# Anne Dsane Andersen
Pour les articles homonymes, voir Andersen.
Anne Dsane Andersen est une rameuse danoise née le 10 novembre 1992 à Randers. Elle a remporté avec Hedvig Rasmussen la médaille de bronze du deux sans barreur féminin aux Jeux olympiques d'été de 2016 à Rio de Janeiro.